# 3 de 7 aixecat per sota
El 3 de 7 aixecat per sota és un castell com el 3 de 7, però a diferència d'aquest, el castell s'inicia des de la part de dalt i després es van afegint pisos per sota que es van aixecant un per un amb l'ajuda directa de tres persones per cada pilar i el suport d'alguns més.
Ha estat relativament habitual la realització de castells de tres (3 de 6, 3 de 7) aixecats per sota fins a l'alçada del 3 de 7 durant el segle xx i també s'ha realitzat de vegades el 3 de 8 aixecat per sota, que es considera extremadament difícil, sobretot l'aixecada del darrer bloc de set pisos que és el que pesa més.

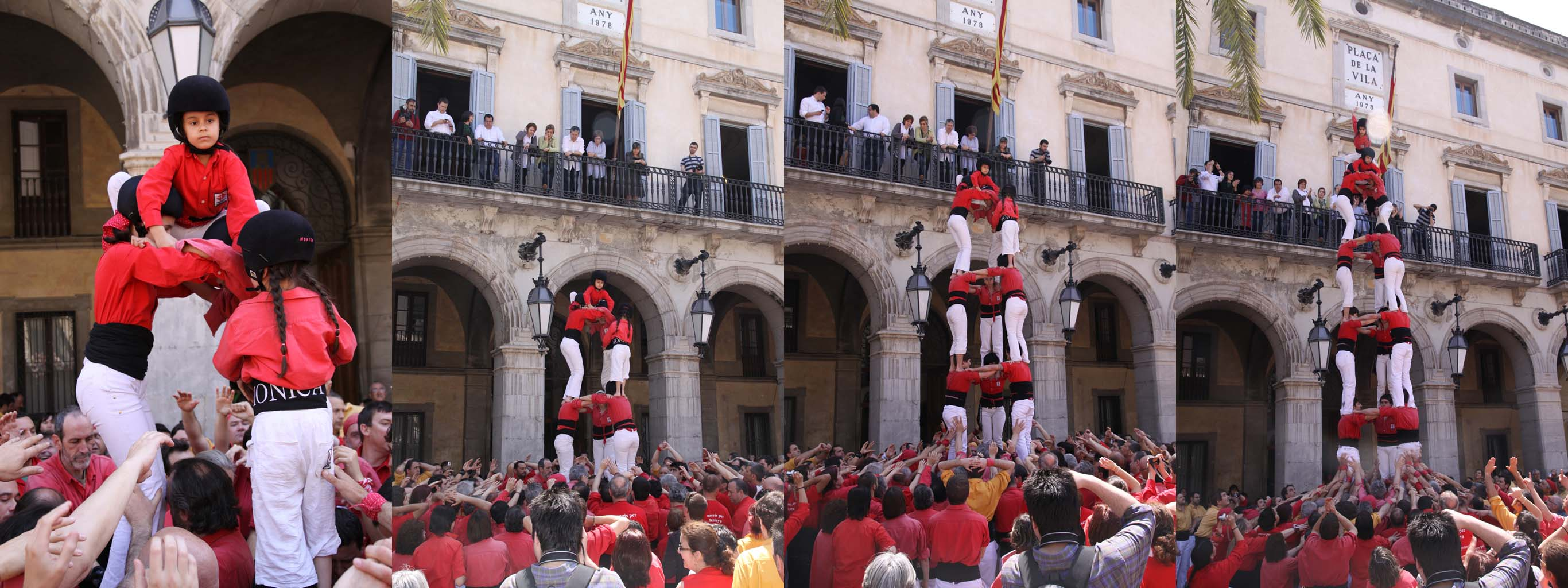
Seqüència de 3 de 7 aixecat per sota dels Castellers de Barcelona a Vilanova i la Geltrú